# Baldassare Maggi
Baldassare Maggi (Arogno, ante 1550 – Arogno, 27 marzo 1629) è stato un architetto svizzero-italiano (ticinese) del Rinascimento.

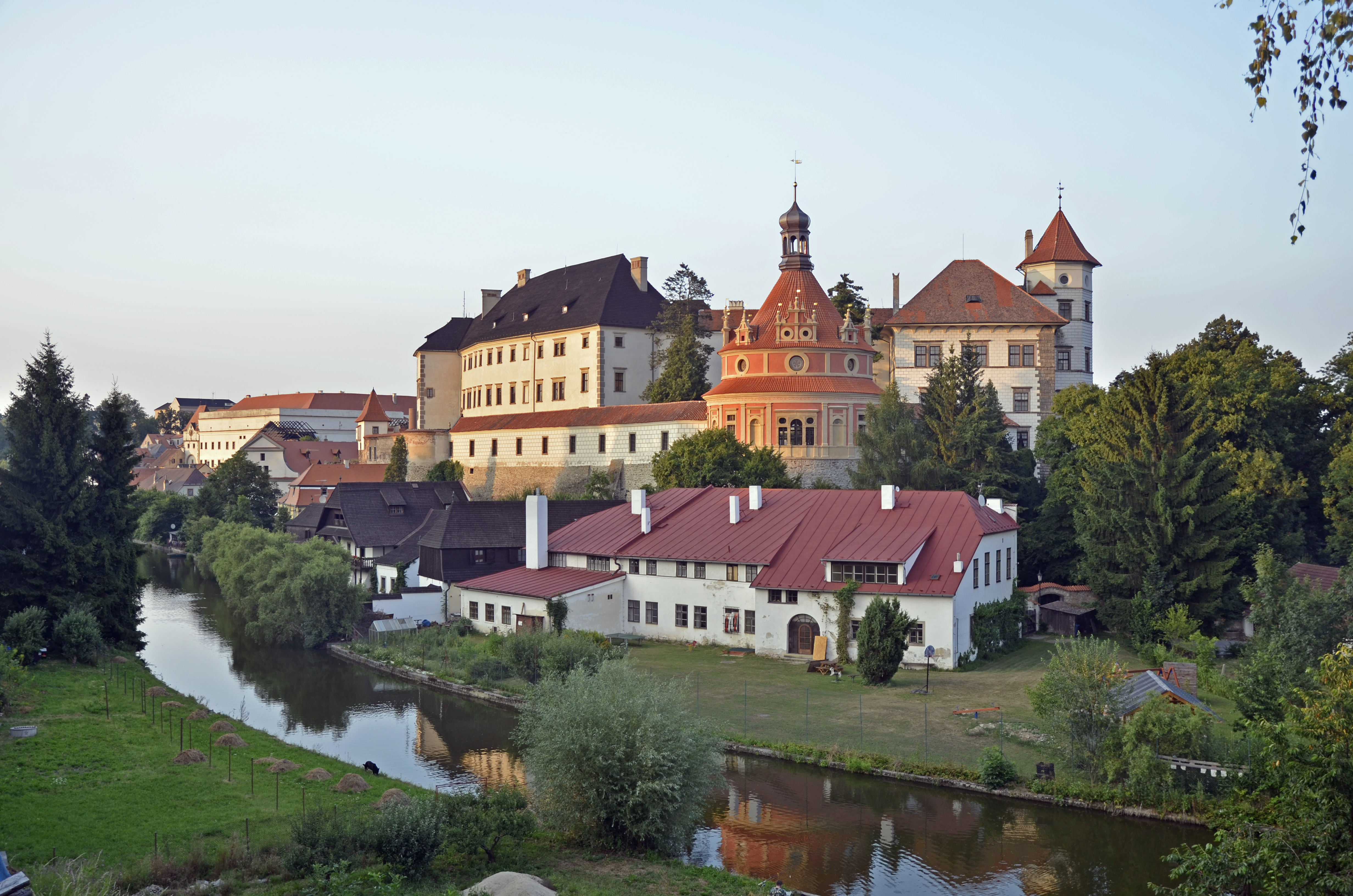
Il castello di Jindřichův Hradec con la famosa rotonda

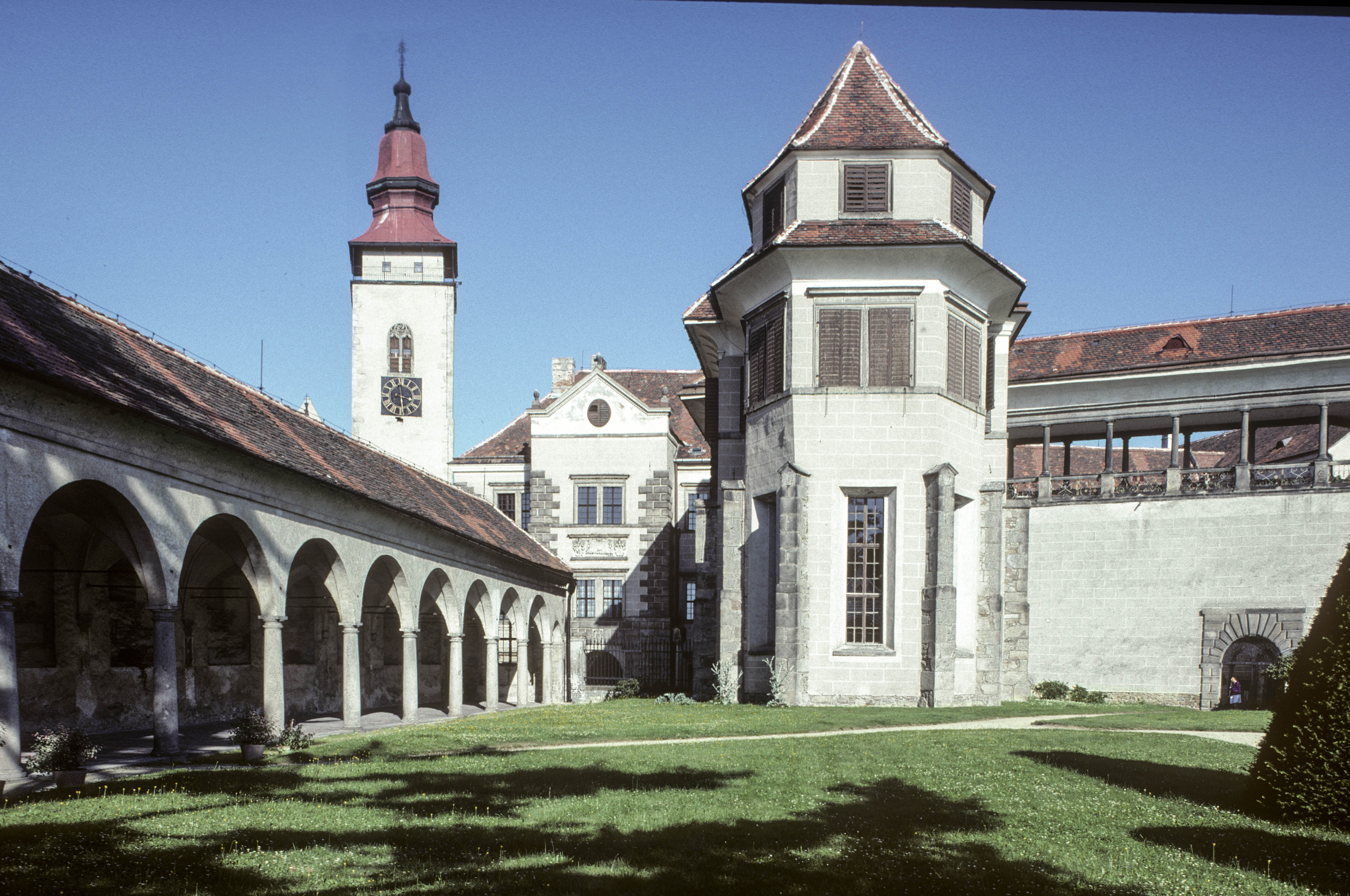
Castello di Telč

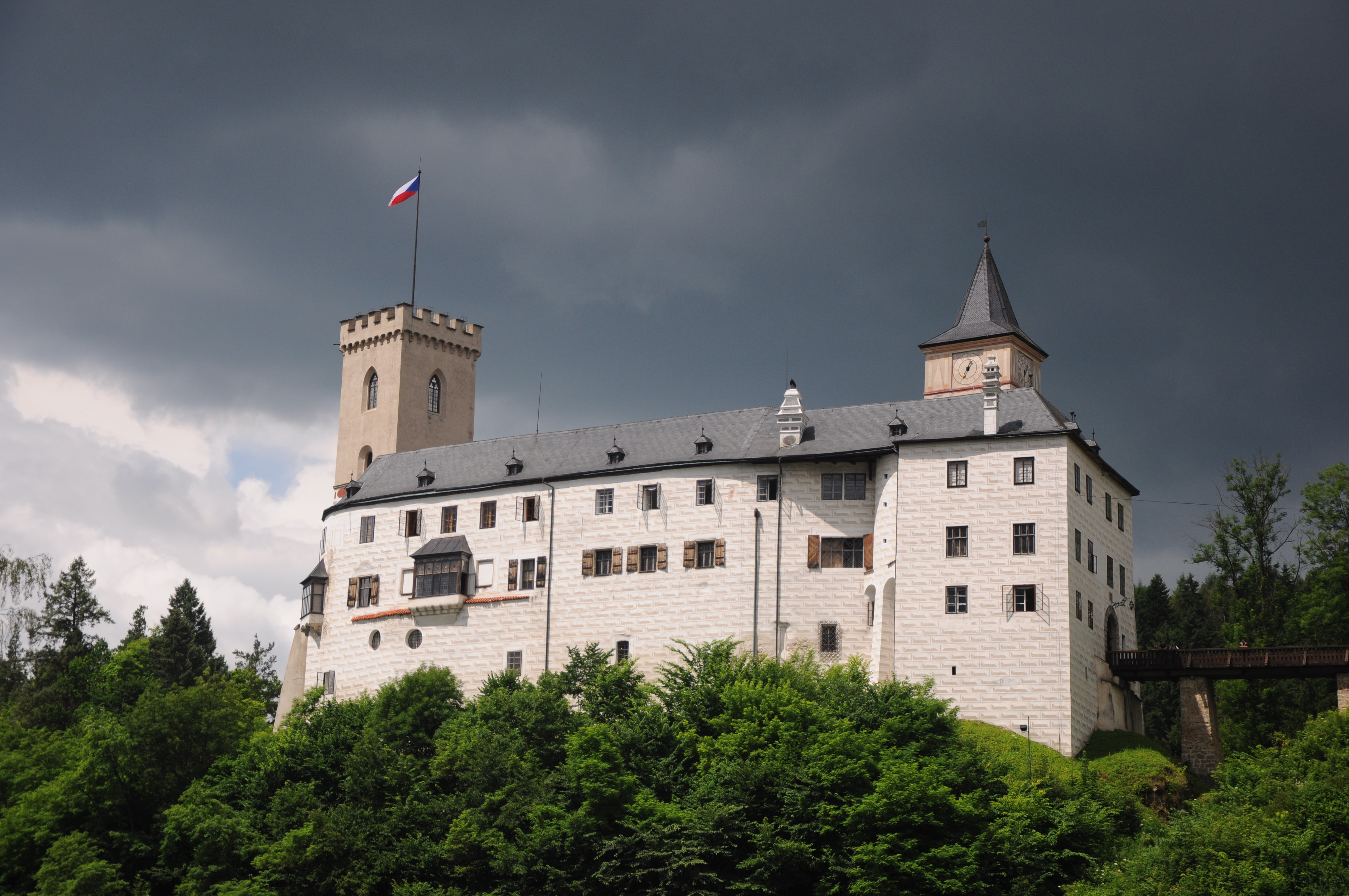
Castello di Rožmberk nad Vltavou

Tra i più importanti architetti che operarono in Boemia e Moravia, unì elementi della tradizione manierista dell'Italia settentrionale a caratteristiche costruttive tipiche di quei luoghi.

## Notizie biografiche e opere principali
Di confessione cattolico-romana, Baldassare Maggi nacque ad Arogno, in Val Mara, verso la metà del XVI secolo.  Suo padre, Stefano, era probabilmente un capomastro.
Nel XVI secolo il regno di Boemia (a quell'epoca parte del Sacro Romano Impero retto dalla Casa d'Asburgo), e in particolare la sua capitale Praga, venivano governati direttamente da Vienna, dove già erano attivi numerosi architetti e artisti ticinesi e lombardi.  Baldassare Maggi viene menzionato per la prima volta nel 1575 quando, con l'architetto Antonio Rizzi, del quale sarebbe in seguito divenuto  successore, progettò il collegio dei Gesuiti e il castello di Český Krumlov, in Boemia Meridionale. Il committente era la nobile famiglia Rosenberg, che a quell'epoca possedeva vaste proprietà terriere e numerose fortezze e castelli, contribuendo molto allo sviluppo di tutta la Boemia. 
Sembra che la famiglia Rosenberg fosse rimasta soddisfatta del lavoro di Baldassare Maggi, poiché gli commissionò ulteriori costruzioni: negli anni 1583-1589 l'antica fortezza di Kratochvíle, nei pressi della città di Netolice, venne trasformata in un castello rinascimentale.  Il pittore ticinese Antonio Melana, originario di Melano, dipinse i soffitti dei saloni con scene tratta dalla storia romana.
Anche per la ristrutturazione in stile rinascimentale del castello di Bechyně, in Boemia meridionale, Peter Wok Rosenberg richiese l'intervento di Maggi, che curò anche il restauro del castello dei Rosenberg a Rožmberk nad Vltavou, nel distretto di Český Krumlov, sempre in stile rinascimentale, per un nipote di Peter Wok Rosenberg, e di quello di Helfštýn, nei pressi della città di Lipník nad Bečvou.
Per un'altra nobile famiglia boema, invece, quella dei signori di Neuhaus-Hradec, Maggi costruì il prestigioso castello di Jindřichův Hradec, nell'omonima città. Particolarmente pregevoli sono i portici che collegano gli edifici e la rotonda, terminata nel 1596, che con la sua sfarzosa volta viene annoverata tra le principali opere del Rinascimento boemo.
Sempre per la famiglia Neuhaus Maggi progettò anche la trasformazione del castello di Telč, in Moravia, che allora si trovava in stato di rovina. Sorse così una perla dell'architettura rinascimentale, con interni tuttora ben conservati.
Oltre al pittore Antonio Melana, già citato, tra i collaboratori di Baldassare Maggi si segnalano anche i suoi due cognati, Antonio e Domenico Cometta da Arogno, e lo stuccatore Giovanni Maria Falconi da Rovio.
Da documenti locali risulta che Maggi rientrava spesso ad Arogno. La sua prima moglie, Marta Petrucci, proveniva da Maroggia.  Intorno al 1577 ebbero una figlia, Maddalena. Nel 1592 dalla seconda moglie Caterina Cometta, Baldassare Maggi ebbe un figlio, Stefano, che però morì a cinque anni.